# Strela-3
Strela-3 (rus. Стрела – strijela) su sovjetski i ruski sateliti namijenjeni vojnim i vladinim komunikacijama, iz serije Strela. Bili su jednostavni sustav pohrane-ispuštanja (eng. store-dump) posebice koristan u prosljeđivanju (relejno) neesencijalna prometa između Ruske Federacije i prekomorskih postaja ili snaga.
Sustav Strela-3 započet je 1985. godine. U orbitu ga je nosio Ciklon-3. Polijetali su s kozmodroma Pljesecka. Orbite u koje su bili smješteni bili su na oko 1400 km visine pri nagibima od 82,6 stupnjeva. Lansirani sateliti bili su naslagani na vrhu lansirne letjelice. Dvije orbitalne ravnine bile su razmaknute 90°. Na svakoj je bilo po 10 do 12 operativnih letjelica. U redovnim okolnostima činilo se dvije misije godišnje, po čemu je bilo za očekivati da će prosječni vijek trajanja svemirske letjelice biti oko 24 mjeseca. Orbitna letjelica bila je mase 220 kg, promjera od 1 metra i visine glavna busa od 1,5 metara. Gravitacijsko-gradijentska antena bivala je ispružena u orbiti radi pružanja stabiliziranja.